# Weltgästeführertag
Der Weltgästeführertag (englisch: International Tourist Guide Day ITGD) findet jährlich am 21. Februar statt. An diesem Tag wurde der Weltverband der Gästeführer (WFTGA) gegründet, der diesen Aktionstag seit 1990 durchführt. Der Verband will damit die Aufmerksamkeit auf die „unverzichtbare Arbeit von gut ausgebildeten“ Gästeführern lenken.
In Deutschland wird der Tag seit 1999 vom Bundesverband der Gästeführer in Deutschland (BVGD) organisiert, der 2008 erstmals eine zentrale Auftaktveranstaltung durchführte. Die Mitgliederversammlung des BVGD legt jährlich ein neues Thema fest, unter dem bundesweit Aktionen angeboten werden.

## Themen
- 2025: Verborgene Schätze
- 2024: Straßen, Gassen, Brücken, Plätze
- 2023: Sagen, Geschichten, Anekdoten
- 2022: Mit Leib und Seele
- 2021: Musik liegt in der Luft
- 2020: Lieblingsorte
- 2019: BAUeinHAUS
- 2018: Menschen, die Geschichte schrieben
- 2017: Reform – Zeit für Veränderung
- 2016: GRÜNderzeit
- 2015: Steine
- 2014: Feuer und Flamme
- 2013: Menschen und Märkte
- 2012: Durch Tür und Tor
- 2011: Die Farbe Blau
- 2010: Es riecht nach Arbeit
- 2009: Die Zeit verrinnt
- 2008: Brücken schlagen – Brücken bauen
- 2007: Frauengeschichte(n)
- 2006: Die Welt zu Gast bei Freunden
- 2005: Oasen der Ruhe
- 2004: Bildung
- 2003: Wasser
- 2002: Sitten und Gebräuche
- 2001: Wahlheimat Deutschland
- 2000: Zeitenwende–Wendezeit–Zeitreise–Reisezeit